# Jeanlouis Boccar
Jean-Louis Boccar, stylisé Jeanlouis Boccar, alias String, né le 6 mars 1963 à Ixelles (région de Bruxelles-Capitale), est un peintre, auteur de bande dessinée, réalisateur de clips, photographe et romancier franco-belge. Il vit et travaille entre Bruxelles et Ibiza.

## Biographie
Jean-Louis Boccar naît le 6 mars 1963 à Ixelles, une commune bruxelloise. Il est né de mère française et il est, dès son plus jeune âge, initié aux arts visuels par son père directeur de la photographie. Il suit les cours de bande dessinée de l'école d'Art de Woluwe-Saint-Pierre dispensés par Guy Brasseur aux côtés de ses camarades Bernard Swysen, Philippe Tome, Janry, Stuf et Patryck de Froidmont. Largement autodidacte, il entame sa carrière de photographe, peintre et illustrateur. 
Jean-Louis Boccar commence sa carrière avec Patryck de Froidmont au début des années 1980. Ensemble, ils créent Nos Premiers Pas (Club jeunesse du Crédit Communal, 1982) et Le P'tit Quartier De Mont-en-France dans Le Soir illustré, les albums Le Triangle Ombilical (1984) et Musk (1986). En 1983, il lance la série humoristique Dinguement vôtre avec Patryck de Froidmont dans Spirou. Dans la plupart de leurs bandes dessinées, les artistes eux-mêmes sont les personnages principaux. Avec le même comparse, ils forment le duo comique « Les Indiens »,.
Dès 1994, il fait partie des précurseurs qui se lancent dans la création numérique et il s'implique dans la réalisation de vidéo clips dont Richard Gotainer, Heaven 17, Dire Straits, Plastic Bertrand. Puis il travaille comme directeur artistique indépendant et concepteur pour de nombreuses agences de publicité. Il crée, en 1995, une société dénommée Astalavista, qui regroupe ses différentes activités.
À la fin des années 1990, il participe avec le scénariste Danny Roelens à trois albums de commande en langue néerlandaise (dont l'album Kim Kay au Japon,), pour la Flandre. Puis il publie dans les années 2000, plusieurs albums comme dessinateur dans la collection « Carrément BD » aux éditions Glénat (la série Trois vierges scénarisée par Sylaire) ou dans la collection « Un monde » aux éditions Casterman (Morro Bay, scénarisé par Jean-Luc Cornette). À partir de 2008, il collabore au magazine L'Écho des savanes sous le pseudonyme de String, puis en 2010 sort, sous le même pseudonyme, l'album Flop model aux éditions Tabou.
Il est également artiste-peintre. De 2012 à 2013, il expose notamment ses peintures issues de la série It’s a woman’s world à Paris et Bruxelles.
En septembre 2014, sort le livre Ibiza Art lines qui récapitule trente ans de créations (vidéo, BD, peinture, photo) sur Ibiza.
En 2017, il publie le roman 20 ans déjà aux éditions Lamiroy, puis en 2019, sort le roman Roméro et Juliette dans la collection « Opuscules » toujours dans la même maison d'édition.

## Publications

### Albums de bande dessinée (en français)
- Nos Premiers Pas, Club jeunesse du Crédit Communal, Bruxelles, 1982
Scénario et dessin : Jean-Louis Boccar, Patryck de Froidmont - Couleurs : quadrichromieTirage à 1000 exemplaires et numérotés. D/1982/0348/11.
- Le Triangle ombilical[10] avec Patryck de Froidmont (scénario), Éd. du Miroir, Louvain-la-Neuve, 1984 (OCLC 80070061)
- 1. Musk Tome 1[11], Armonia, [S.l.], 1986
Scénario : Patryck de Froidmont - Dessin : Jean-Louis Boccar - Couleurs : quadrichromie -  (ISBN 2-87169-004-9) (OCLC 64379816)
- 3 Vierges
- 1. Dyane[12],[13], Glénat, coll. « Carrément BD », Grenoble, 2003
Scénario : Sylaire - Dessin et couleurs : Jean-Louis Boccar -  (ISBN 2-7234-3954-2)
- 2. Aténa[14], Glénat, coll. « Carrément BD », Grenoble, janvier 2006
Scénario : Sylaire - Dessin et couleurs : Jean-Louis Boccar -  (ISBN 2-7234-4317-5)
- Morro Bay[15],[16],[17],[18],[19], Casterman, coll. « Un monde », Bruxelles, janvier 2005
Scénario : Jean-Luc Cornette - Dessin et couleurs : Jeanlouis Boccar -  (ISBN 2-203-39117-0)

#### Sous le pseudonyme String
- Flop Model[20],[21], Tabou, Milly-la-Forêt, 2010
Scénario, dessin et couleurs : String -  (ISBN 9782359540192)

### Collectifs
- 1. C'est pas parce qu'on fait la planche[22]..., René Dalemans, Bruxelles, 1984
Scénario : collectif - Dessin : collectif dont Jeanlouis Boccar - Couleurs : quadrichromieTirage à 500 exemplaires et numéroté de 1 à 500. En compagnie de Janry et Stuf.
- 2. C'est pas parce qu'on fait la planche... qu'on doit forcément faire des bulles !, Bukak, Bruxelles, 1984
Scénario : collectif - Dessin : collectif dont Jeanlouis Boccar - Couleurs : quadrichromie
- Carrément Bruxelles - Ronduit Brussel, Glénat, coll. « Carrément 20/20 », Grenoble, septembre 2005
Scénario : collectif - Dessin : collectif dont Jeanlouis Boccar - Couleurs : quadrichromie -  (ISBN 2-87176-218-X)

### Essai
- Ibiza art lines (carnet de voyage), éd. Lamiroy (2015)  (ISBN 978-2-87595-037-6).

### Romans
- 20 ans déjà, Lamiroy, Bruxelles, 2017  (ISBN 978-2-87595-079-6)
- Roméro et Juliette, Lamiroy, coll. « Opuscules », Bruxelles, 2019  (ISBN 978-2-87595-246-2).

#### Livres
: document utilisé comme source pour la rédaction de cet article.
- Jacques Fiérain, « Boccar, Jean-Louis », dans La BD à Bruxelles et en Brabant, Charleroi, Éd. l'Âge d'or, avril 2003, 144 p., ill. ; 31 cm (ISBN 9782960119664 et 2960119665, OCLC 470388171, présentation en ligne), p. 12.
- Philippe Mellot, Michel Denni, Laurent Turpin et Isabelle Morzadec, Trésors de la bande dessinée : BDM 2023-2024 - Catalogue encyclopédique et Argus, Paris, Les Arènes, novembre 2022, 23e éd., 1677 p., ill. ; 23 cm (ISBN 9791037507280, OCLC 1351462460, présentation en ligne), p. 140, 259, 265, 295, 720, 723, 806, 817, 953, 1026, 1227, 1323. .

### Vidéographie
- [vidéo] « Jeanlouis Boccar Interview », sur YouTube du 29 mai 2013 (4 min).